# Essencialisme estratègic
L'essencialisme estratègic és un terme clau en la teoria postcolonial, introduït per la pensadora i crítica literària índia Gayatri Chakravorty Spivak l'any 1987, i que volgudament subverteix el sentit de l'essencialisme tradicional o "essencialisme ontològic". Sorgeix de les lectures deconstruccionistes de l'autora de la producció del Subaltern Studies Group.

## Història i ús del concepte
Amb aquest concepte es fa referència a una tàctica política mitjançant la qual grups socials que constitueixen minories, nacionalitats o ètnies construeixen temporalment una mobilització conjunta en base d'una identitat de gènere, cultural o política per tal d'autorrepresentar-se. Implícitament s'hi reconeix l'inherent constructivisme de la societat, però no en nega el poder o la necessitat de la solidaritat política d'un grup que es consideri com a tal, encara que sigui un exercici artificiós. Mentre que entre membres d'aquestes comunitats poden haver-hi diferències i que no es posin d'acord en determinats debats, possibilita l'estratègia de imbuir-se temporalment d'un tret comú "essencial" per tal d'afavorir la seva posició conjunta i simplificar el potencial d'arribar a determinats objectius com pode ser la igualtat de drets o postures antiglobalistes, sense que això representi haver d'abandonar el debat, o les posicions i diferències de cadascun.
Un exemple de solidaritat resolta emprant tàctiques d'essencialisme estratègic podria ser el cas del satí: aquesta era una pràctica fúnebre practicada per certes comunitats hindús en la qual la vídua del difunt s'havia de calar foc a la pira funerària. La història d'aquest acte només ha estat registrada des dels discursos hegemònics de l'imperialisme britànic i de l'hinduisme, mentre que el testimoni de la vídua no consta enlloc. L'autora engloba aquesta manca de veu enregistrada en l'absència generalitzada de veu de qui anomena subalterns. Spivak incorpora a aquest silenci un cas de la seva mateixa família. Bhubaneswari Bhaduri tenia entre setze i disset anys quan es va suïcidar penjat-se el 1926. Anys després se sabria que Bhaduri havia format part de la resistència armada contra els britànics i que havia rebut l'encàrrec d'assassinar algú, i empesa per les pressions, no ho va fer i es va acabar suïcidant. Sobre ella, Spivak diu: "aquesta dona singular […] va intentar enviar un missatge al lector/a, com si el seu cos fos un text literari. El missatge de la dona que es va suïcidar era d'una resistència molt difícil de reconèixer", referint-se a les lluites silenciades per un deure determinat que n'ha robat el protagonisme des l'existència única dels discursos oficials.
Aquesta idea fa aparició per primer cop en l'obra de Spivak en el context de les negociacions interculturals, i mai pas com una categoria antropològica pròpiament dita. En el seu llibre de 2008 Other Asias Spivak es desenté del terme a causa de la seva insatisfacció amb el mode que altres persones l'han esgrimit en contextos nacionalistes per tal de promoure projectes essencialistes (no-estratègic, no concebuts com a estratègia temporal).
També es fa servir de manera habitual aquest concepte en el marc de la teoria queer, el feminisme, els estudis sobre les persones sordes (Deaf studies), i amb particular protagonisme en l'obra de Luce Irigaray, qui prefereix fer servir el terme mimesi com a sinònim d'un acte d'apropiació temporal d'un estereotip, un rol establert o unes expectatives hegemòniques per tal de subvertir-les en conjunció amb les aportacions teòriques de la psicoanàlisi.

## Literatura secundària
- A. Prasad, Postcolonial Theory and Organizational Analysis (2003)
- Abraham, Susan. “Strategic Essentialism in Nationalist Discourses: Sketching a Feminist Agenda in the Study of Religion.” Journal of Feminist Studies in Religion, vol. 25, no. 1, 2009, pp. 156–161.
- Elizabeth Grosz, “Sexual Difference and the Problem of Essentialism,” The Essential Difference. Ed. Naomi Schor and Elizabeth Weed, pp. 82–97.